# Rauchwart
Rauchwart è un comune austriaco di 459 abitanti nel distretto di Güssing, in Burgenland.